# Francolin de Finsch
Scleroptila finschi
Espèce
Statut de conservation UICN

 LC  : Préoccupation mineure
Le Francolin de Finsch (Scleroptila finschi) est une espèce d'oiseaux de la famille des Phasianidae.

## Distribution
En trois poches isolées. Deux dans le sud du Zaïre, la première de part et d’autre du fleuve frontière Congo-Zaïre dans les secteurs de Brazzaville et Kinshasa, et l’autre dans la région de Gungu dans la province de Kwando. Le troisième, plus importante, se trouve dans l’ouest de l’Angola et englobe les régions de Cuanza Norte, Huambo et Huila, y compris le mont Moco et le parc national de Cagandala (Hennache & Ottaviani 2011).

## Habitat
Dans la région de Gungu au Zaïre, l’espèce est inféodée aux prairies à proximité des forêts- galeries à 600 m d’altitude alors que sur le mont Moco en Angola, elle fréquente les savanes arborées, les boisements ouverts de Brachystegia et les versants dénudés au-dessus de la limite des arbres à 2100 m (Urban et al. 1986).

## Mœurs
L’alimentation consiste en graines et en invertébrés avec leurs larves, mais ce francolin a aussi été observé en train de se nourrir dans des zones brûlées et dans des feuilles mortes. Il se tient essentiellement en couples (Urban et al. 1986).

## Voix
Elle est très peu documentée, un simple cri de signalement ayant été transcrit par un sonore wit-u-wit (Madge & McGowan 2002).

## Nidification
Les périodes de reproduction s’étendent en janvier, mars et juillet au Zaïre et de juin à août en Angola. Le nid est dissimulé dans la végétation basse du sol (Urban et al. 1986).

## Statut
BirdLife International (2010) ne considère pas l’espèce comme globalement menacée, avec une répartition de 192 000 km², mais sans estimation des effectifs. L’espèce est qualifiée de rare en Angola, sauf dans le parc national de Cagandala où la population est protégée, plus commune dans le district de Gungu au Zaïre, mais sans donnée récente des secteurs de Brazzaville et Kinshasa.